# Johan Rosenthal
Johan Rosenthal (Rosendahl), död före 1740, var en svensk tapetmålare.
Rosenthal var omkring 1708 anställd som gesäll hos tapetmålaren Joachim Hannibal Bror i Stockholm. Efter att han blev mästare fortsatte han som tapetmålare med egen verksamhet med ett antal lärlingar.   